# 에이전트 오브 아틀라스
에이전트 오브 아틀라스(영어: Agents of Atlas)는 마블 코믹스에서 출판한 가공의 슈퍼히어로 팀이다. 1950년대 마블 코믹스의 이전 회사인 아틀라스 코믹스에서 등장한 주인공들이 첫 라인업이었다. 1978년 왓 이프 9호에서 처음으로 팀으로 데뷔했고, 2006년 제프 파커와 레오나드 커크가 에이전트 오브 아틀라스의 한정판을 출간했다.
2019년 아시아인과 아시아계 미국인 슈퍼히어로들로 구성된 새 팀이 "뉴 에이전트 오브 아틀라스"로 등장했다. 이 팀은 그레그 박과 강혁림이 출판을 맡았다.

## 출판
초창기 에이전트 오브 아틀라스의 영웅들은 1950년대에 등장했는데, 이들은 팀이 아니었다. 이들은 1950년대 유행하던 소급 연속성을 바탕으로 만들어졌다. 이들은 1978년 6월 왓 이프 9호에서 팀으로 등장했고, 1998년부터 약 2년간 출판된 어벤저스 포에버도 다시 등장했다.
2006년 10월부터 2007년 3월까지 한정판 에이전트 오브 아틀라스가 출간되었다. 이 작품의 배경은 현대로 설정되어 있었다. 에이전트 오브 아틀라스 시리즈는 작가 파커가 거대한 편집을 직감한 것에서 비롯되었다. 파커 주인공들을 부활시키는 것은 편집자 마크 페니키아가 원하던 것으로 내가 그것을 하기 위해 무엇을 할 수 있는지 물었다고 파커는 말했다. 페니키아는 그가 왓 이프의 복사본을 집어와서 표지가 호기심을 자극한다는 것을 알고 아이디어가 떠올랐다고 말했다.
에이전트 오브 아틀라스는 시크릿 인베이전의 일부였던 8장의 이야기 "더 레지스탕스"에 짧게 등장했다. 파커와 페니키아는 2008년 7월 파커가 에이전트 오브 아틀라스 시리즈를 계속 출간할 것이라고 말했다. 이 이야기는 다크 레인 이야기의 일부로 출간되었다. 이 시리즈는 11권의 호를 발간하고 끝이 났으며, "아틀라스"라는 이름으로 다시 출간되었다. 팀의 명칭이 바뀐 이유는 파커에 따르면 출판물과 팀의 이름을 부르기 위한 자연스러운 과정이라고 밝혔다. 이 출간물은 아틀라스 5호까지 연재된 후 중단되었다.
2019년 "워 오브 더 리암"에서 새로운 에이전트 오브 아틀라스가 등장했다. 이 팀은 이전 팀들처럼 5개 미니시리즈에서 다뤄질 예정이다.

## 구성원

### 창립 멤버
- 나모라
- 비너스
- 로버트 그레이슨
- 고릴라맨
- M-11/휴먼 로봇[16]
- 지미 우

### 아틀라스 파운데이션
에이전트 오브 아틀라스가 아틀라스 파운데이션을 인수한 후, 몇몇 멤버들이 새로 가입했다.
- 미스터 라오
- 테무진
- 데렉 카나타
- 3-D 맨 - 시리즈 말에 가입을 초청받았고, 초청에 응했다.

### 뉴 에이전트 오브 아틀라스
워 오브 리암즈 시리즈에서 지미 우의 지휘 하에 새로운 에이전트 오브 아틀라스가 창립되었다.
- 에어로
- 브런
- 크레센트와 이오
- 루나 스노우
- 샹치
- 자이언트맨
- 실크
- 소드 마스터
- 웨이브
- 화이트 폭스

## 같이 보기
- MARVEL 퓨처파이트